# 高嶋ひろみ
高嶋 ひろみ（たかしま ひろみ、12月26日 - ）は、日本の漫画家。北海道出身。血液型はAB型。別名義に南京 ぐれ子（なんきん ぐれこ）。
女の子同士の恋愛を描いたのは『加瀬さんシリーズ』が初めてである。

## 作品一覧

### 連載中の作品
- 加瀬さんシリーズ（新書館『ピュア百合アンソロジー ひらり、』→『ウィングス』『FLASHウィングス』にて連載中）

### 完結作品
- 南京ぐれ子名義
  - 恋のように花のように（芳文社） 全1巻
  - 鵺（芳文社） 全1巻
  - 東京紅羅針（角川書店） 全1巻
  - DROPS（幻冬舎） 全3巻
  - ぐれちゃわないでね。（角川書店、ごとうしのぶ原作） 全1巻
  - QP・エンジェル（スクウェア・エニックス『月刊ステンシル』） 全3巻
  - あかてん☆ヒーロー!（幻冬舎『コミックバーズ』） 全3巻
  - あにふぁみ!（一迅社『コミックZERO-SUM』） 全2巻
  - ゴットアニマル（一迅社『コミックZERO-SUM』） 全1巻
  - なないろ☆ビーンズ（講談社Webマガジン『MiChao!』にて連載、単行本未収録）
- 高嶋ひろみ名義
  - 未満れんあい（双葉社『コミックハイ!』） 全5巻
  - ポンチョ。（芳文社『まんがタイムラブリー』→『まんがタイムスペシャル』） 全1巻、未収録分は同人誌として刊行 - 2008年12月号まで南京ぐれ子名義、2009年6月号より転籍
  - ツインバード（新書館『ウィングス』） 全1巻
  - 放課後おわらいぶ（双葉社『コミックハイ!』） 全2巻
  - はれたら明日! （新書館『ウィングス』） 全1巻
  - LOVELY！〜愛しのまめっち　(パルソラ、著：南部くまこ）全8巻　※電子配信のみ
  - 借金カノジョ 作画:高嶋ひろみ 原作:あおい

### イラスト
- スロウスタート（アニメ第3話エンドカード）